# Omar ibn Hubajra
Omar ibn Hubajra al-Fazari (arabsko عُمَر بْن عَبْد الْعَزِيز بْن مَرْوَان, latinizirano: ʿOmar ibn ʿAbd al-ʿAzīz ibn Marvān) je bil viden omajadski general in guverner Iraka, najbolj aktiven v letih 710–724/726, * ok. 680, Medina, Arabija, Omajadski kalifat, † ok. 5. februarja 720, Sirija, Omajadski kalifat. 

## Poreklo in zgodnja kariera
Kajsi iz Džazire je trdil, da je Omar ibn Hubajra po očetovi in materini strani pripadal tradicionalnemu arabskemu plemstvu, vendar je bila družina neznana do pojava samega Omarja leta 696, ko je služil v Iraku pod vodstvom Sufjana ibn al-Abrada al-Kalbija.
Omar je v 710. letih sodeloval v pohodih proti Bizantinskemu cesarstvu  in je pod poveljstvom Maslame ibn Abd al-Malika leta 715/716 poveljeval muslimanski floti med začetnimi fazami neuspešnega pohoda za zavzetje bizantinske prestolnice Konstantinopel. Mihael Sirijec, zgodovinar iz 13. stoletja, piše, da je bil Omar zadolžen za oskrbo vojske. Naslednje leto ga je Maslama poslal kot odposlanca k bizantinskemu cesarju Leonu III. Izavrijcu.

## Guverner Džazire in Iraka
Omar je bil kljub neuspehu kampanje leta 718 ali 720 imenovan za guvernerja Džazire. Približno leto po prevzemu oblasti Jazida II.  (720 ali 721) je bil imenovan za guvernerja Iraka in na tem položaju zamenjal svojega pokrovitelja Maslamo. Mesto guvernerja je bilo  kritično pomembno in je takrat  zajemalo celoten vzhodni del  kalifata, vključno s celim Iranom in Horasanom. V Horasanu je za svojega namestnika imenoval Saida ibn Amr al-Harašija, ki se je izkazal za sposobnega poveljnika proti sogdijskim upornikom. V spopadih z domačini je bil preoster in je usmrtil celo zapornike, za katerih življenje je jamčil Omar. Posledično ga je zamenjal Muslim ibn Said al-Kilabi.
Leta 721 je Omar vodil pohod v bizantinsko provinco Armenija IV, kjer je zajel 700 ujetnikov.
Pristop Jazida II. je pomenil ponovno prevlado stranke Kajsijev na dvoru in vrnitev k zatiralski politiki razvpitega al-Hadžaja ibn Jusufa, ki jo je prekinila le kratka reformistična vladavina Omarja II. Po zadušitvi upora Jazida ibn al-Muhalaba v Iraku so provinco dejansko okupirale režimske čete, ki jim je kalif zaupal. Kalif je za guvernerje provinc imenoval skoraj izključno pripadnike svojega severnoarabskega klana in iz oblasti praktično izključil južnoarabska plemena, ki so tradicionalno prevladovala v Iraku.
Ko je leta 724 prišel na oblast kalif Hišam ibn Abd al-Malik, je bilo eno njegovih prvih dejanj, da je Omarja ibn Hubajra odpustil s položaja in ga nadomestil s Halidom al-Kasrijem, nevtralnim v sporu med Kajsi in Jamani. Omar je bila aretiran in mučen in osvobojen šele potem, ko se je odpovedal znatnemu delu svojega premoženja. Njegovi privrženci so poskrbeli, da je pobegnil v Sirijo, kjer mu je dalo zatočišče Maslama in kasneje sam kalif Hišam. Umrl je nekje med letoma 724 in 726.

## Zapuščina
Islamist Jean-Claude Vadet ocenjuje Omarjevo guvernerstvo takole: "Zdi se, da je Ibn Hubajra vladal v imenu arabizma in islama, ki veljata za religijo meča. Njegove metode vladanja so bile temu primerne. Bil je ponosen na pripadnost svoji plemenski zvezi in bil obtožen bolj za cinizem kot za korupcijo". Zgodovinar Hugh Kennedy ga imenuje "razbojnik Kajsi", nasilen in brutalen pri preganjanju voditeljev Jamanijev.
Zaradi njegovega gorečega zavzemanja za Kajse v spopau med Kajsi in Jamaniji sta bila tako on kot njegov sin Jazid, pod Marvanom II.  guverner Iraka,  deležna zelo negativne obravnave v sodobnih virih.  Edina izjema je niz bolj intimnih anekdot, ki jih je ohranil Ibn Asakir in prikazujejo, kako je Omar imel opravka s pesniki in verskimi učenjaki, pa tudi usmiljenje do sovražnikov. Za enekdote ni jasno ali so sodobne ali predstavlja poznejše poskuse njegove rehabilitacije.